# 위례창곡초등학교
위례창곡초등학교는 경기도 성남시에 개교 예정인 공립 초등학교이다.

## 학교 연혁
- 2026년 3월 1일 : 개교 예정